# Round and Around
«Round and Around» (с англ. — «Вокруг да около») — инструментальная композиция группы Pink Floyd — седьмой по счёту трек, записанный на альбоме 1987 года A Momentary Lapse of Reason.
Автор музыки «Round and Around» — Дэвид Гилмор.

## О композиции
Композиция «Round and Around» входила в концертную программу мирового турне 1987—1989 годов A Momentary Lapse of Reason. Первоначально «Round and Around» вместе с «Yet Another Movie» исполнялись в первом отделении концерта после песни «The Dogs of War» соответственно десятым и девятым по счёту треками. Начиная с седьмого концерта турне «Yet Another Movie» и «Round and Around» переместили на четвёртое и пятое места сразу после песни «Learning to Fly». Концертный вариант композиции, записанный в Нью-Йорке в августе 1988 года в спортивно-концертном комплексе Nassau Coliseum, был включён в сборник Delicate Sound of Thunder. В видеоверсию концерта Delicate Sound of Thunder композиция «Round and Around» не вошла.
В CD-версии альбома «Round and Around» вместе с композицией «Yet Another Movie» проиндексированы как один трек. На концертном сборнике Delicate Sound Of Thunder и в версии альбома после ремастеринга, выпущенной в составе бокс-сета Discovery 2011 года, эти композиции индексированы как два разных трека.
По утверждению Энди Маббетта, редактора журнала The Amazing Pudding и автора ряда книг о Pink Floyd, существует нигде не издававшийся вариант инструментальной композиции длительностью в пять минут.

## Участники записи
- Дэвид Гилмор — гитара;
- Ник Мейсон — ударные;
- Джон Карин — клавишные;
- Тони Левин — бас-гитара;
- Боб Эзрин — ударные.

концертный вариант на Delicate Sound of Thunder
Pink Floyd:
- Дэвид Гилмор — гитара, вокал;
- Ник Мейсон — ударные;
- Ричард Райт — клавишные, бэк-вокал;

а также:
- Тим Ренвик — гитара;
- Джон Карин — клавишные, бэк-вокал;
- Гай Пратт — бас-гитара;
- Гэри Уоллис — ударные;
- Маргарет Тейлор — бэк-вокал;
- Рейчел Фьюри — бэк-вокал;
- Дурга МакБрум — бэк-вокал.